# Lossémy Karaboué
Lossémy Karaboué (Parigi, 18 marzo 1988) è un calciatore francese, centrocampista del Khon Kaen Utd.

## Carriera
Ha giocato le stagioni 2011-2012 e 2012-2013 da titolare con la maglia del Nancy in Ligue 1, accumulando 37 presenze in entrambe le stagioni, a cui si aggiungono 10 gol. 
Successivamente si trasferisce nel Troyes dove, pur giocando titolare nella maggior parte delle partite, non riesce a salvare la squadra che conclude il campionato in ultima posizione venendo retrocessa. 